# Unreal Tournament 2004
Unreal Tournament 2004 – gra komputerowa z gatunku strzelanek pierwszoosobowych wyprodukowana przez Epic Games we współpracy z Digital Extremes, wydana przez Atari w 16 marca 2004 roku. Ukazała się na platformach Microsoft Windows, Linux oraz macOS. W stosunku do poprzednika, Unreal Tournament 2003, ulepszono możliwości graficzne, dodano nowe poziomy, rodzaje broni oraz tryby rozgrywki sieciowej.
Redakcja magazynu PC Gamer UK w 2015 roku przyznała grze 67. miejsce na liście najlepszych gier na PC.